# Frances Benjamin Johnston

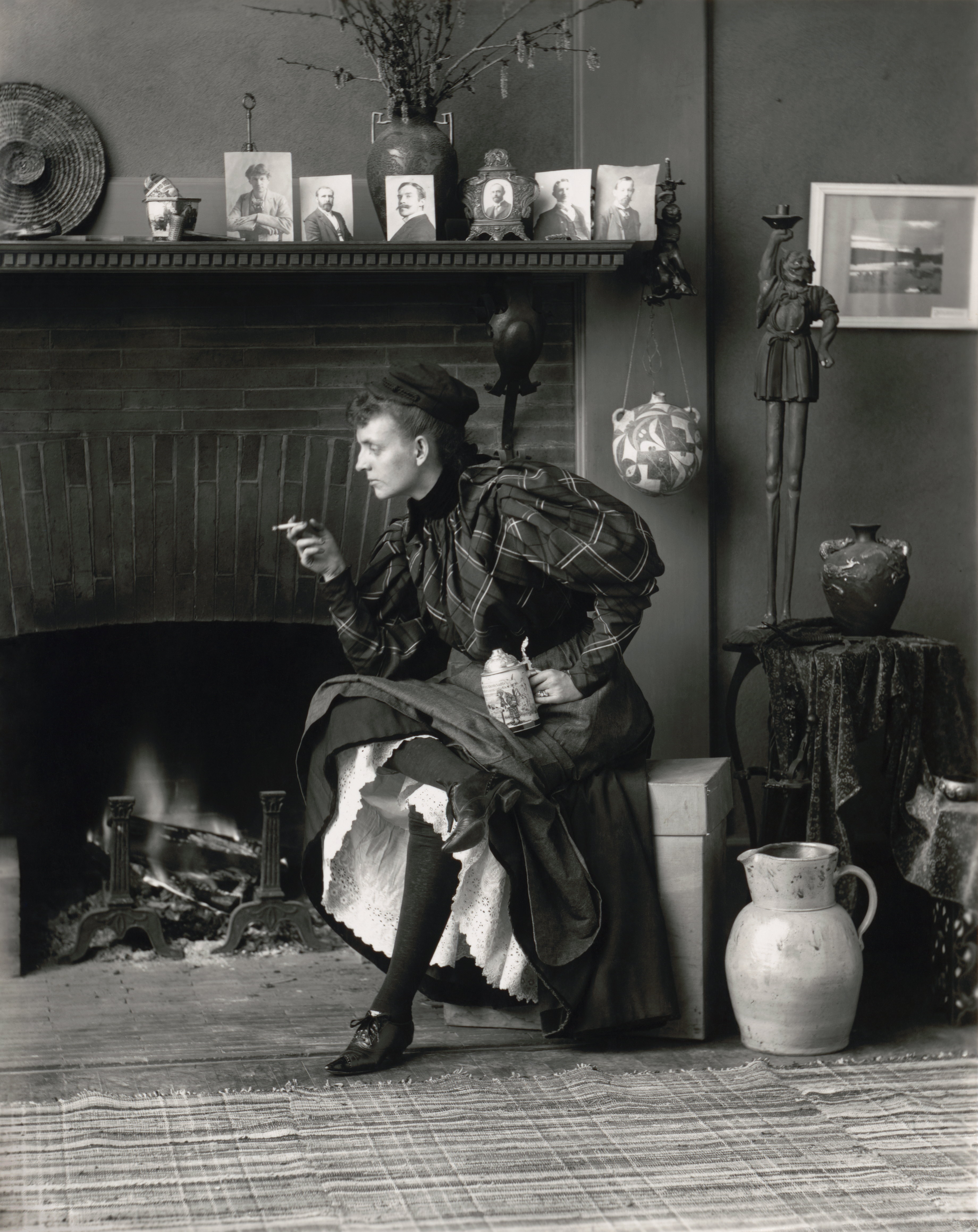
Självporträtt, 1896.

Frances "Fannie" Benjamin Johnston, född 15 januari 1864 i Grafton i West Virginia, död 16 maj 1952 i Denham Springs i Louisiana, var en amerikansk fotograf och fotojournalist.
Hon fotograferade personer och miljöer från alla samhällsskikt. Hon fotograferade bland annat presidenterna William Henry Harrison, Grover Cleveland, William McKinley och Theodore Roosevelt.
Hennes artiklar publicerades bland annat i Cosmopolitan, Harper's Weekly, Ladies' Home Journal. 1897 skrev hon artikeln "What a Woman Can Do with a Camera" för Ladies' Home Journal, där hon beskrev hur kvinnor kunde bli fotografer.

## Biografi
Frances Benjamin Johnston mor, Frances Antoinette Benjamin, var politisk journalist åt Baltimore Sun. Hennes far, Anderson Doniphan Johnston, var huvudbokhållare för finansdepartementet. Hon växte upp i Washington DC.
Frances Benjamin Johnston studerade 1883 vid Académie Julien i Paris. Hon var 25 år gammal när hon började med bildjournalistik. När hon öppnade sin första fotoateljé i Washington DC 1894, var hon den enda kvinnliga fotografen i staden.
Frances Benjamin Johnston testamenterade allt sitt arbete, över 20 000 fotografier och 17 000 dokument, till USA:s kongressbibliotek.

## Galleri

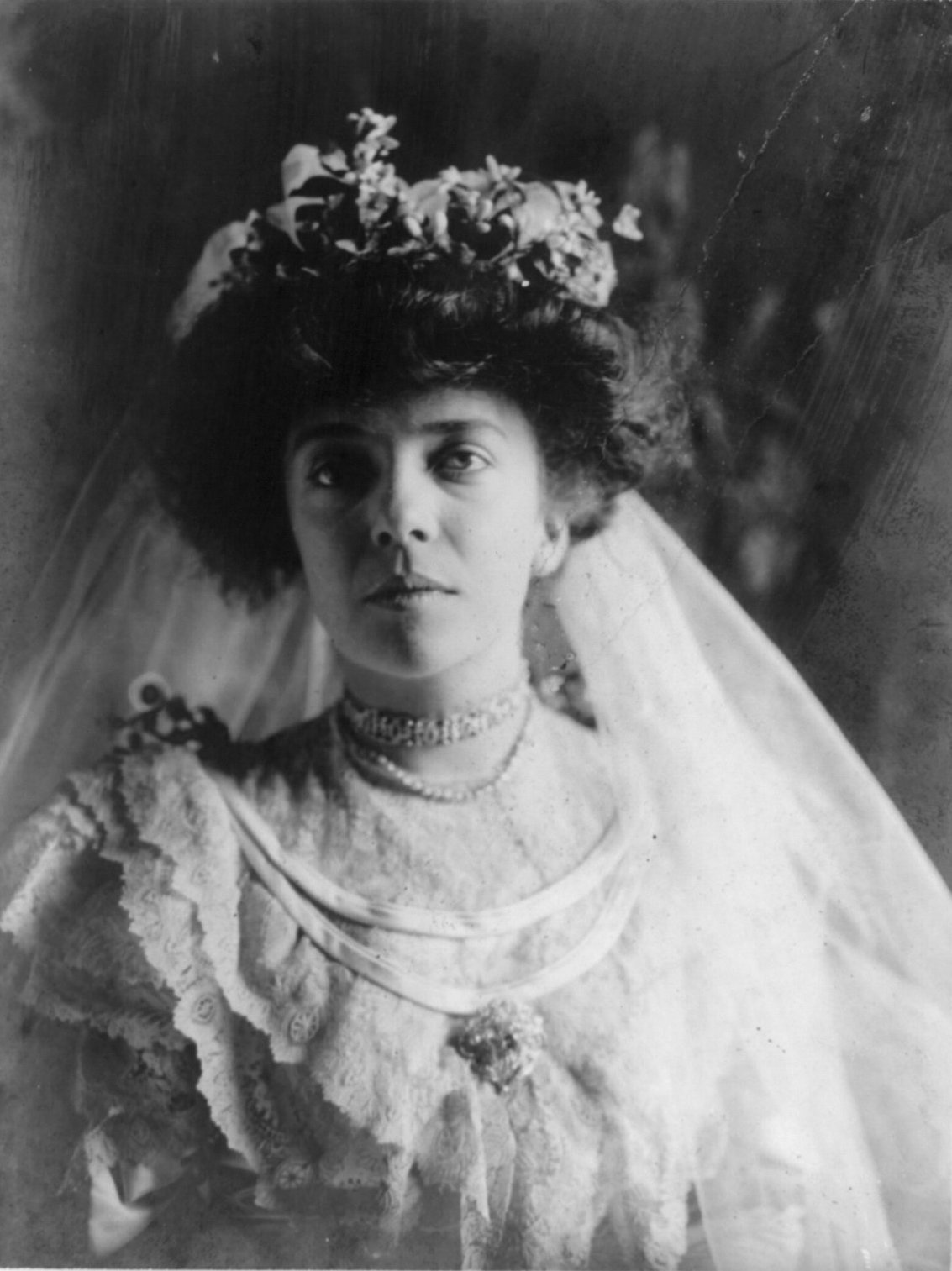
Alice Roosevelts bröllopsfotografi, 1906.
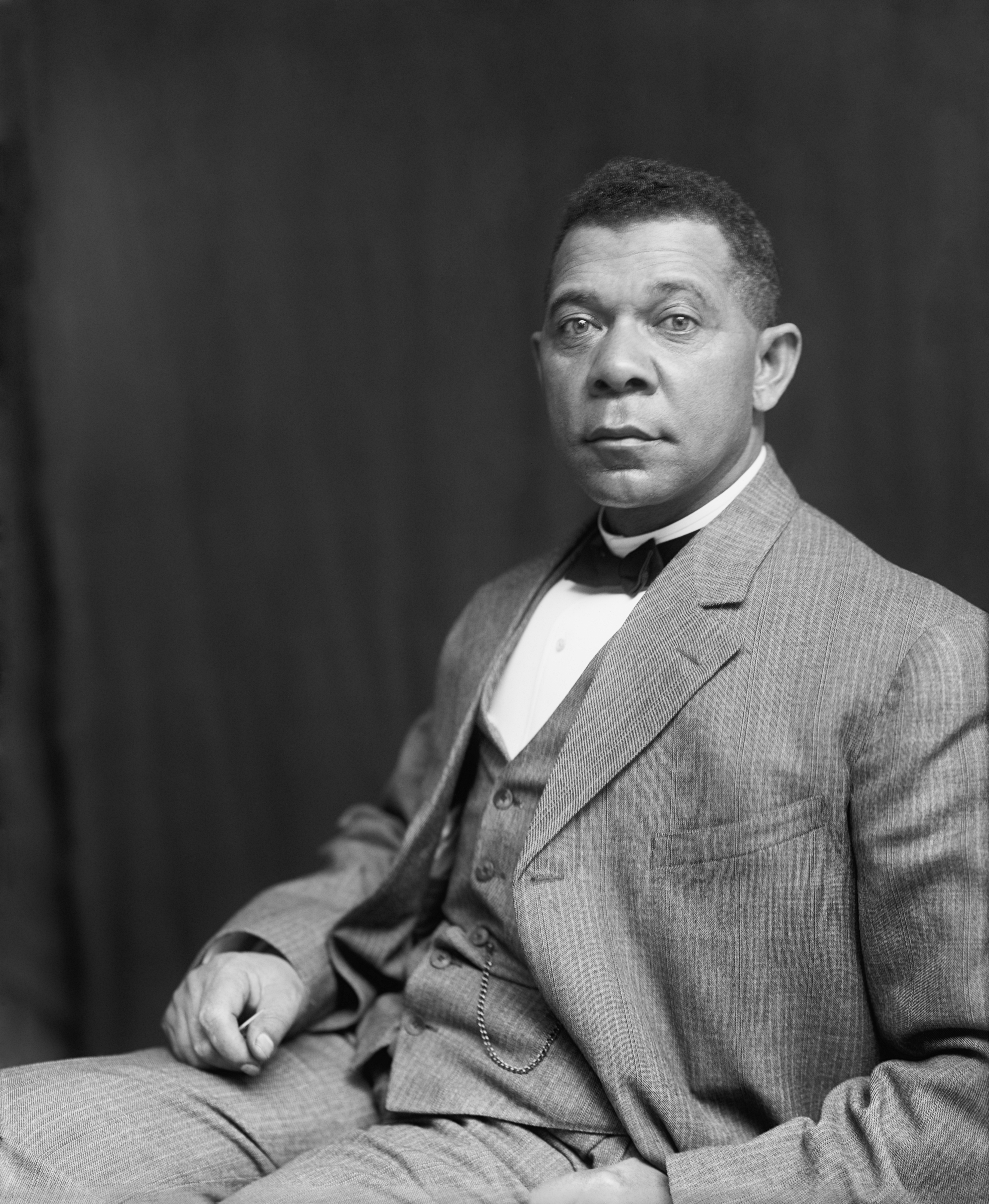
Booker T. Washington, cirka 1895.
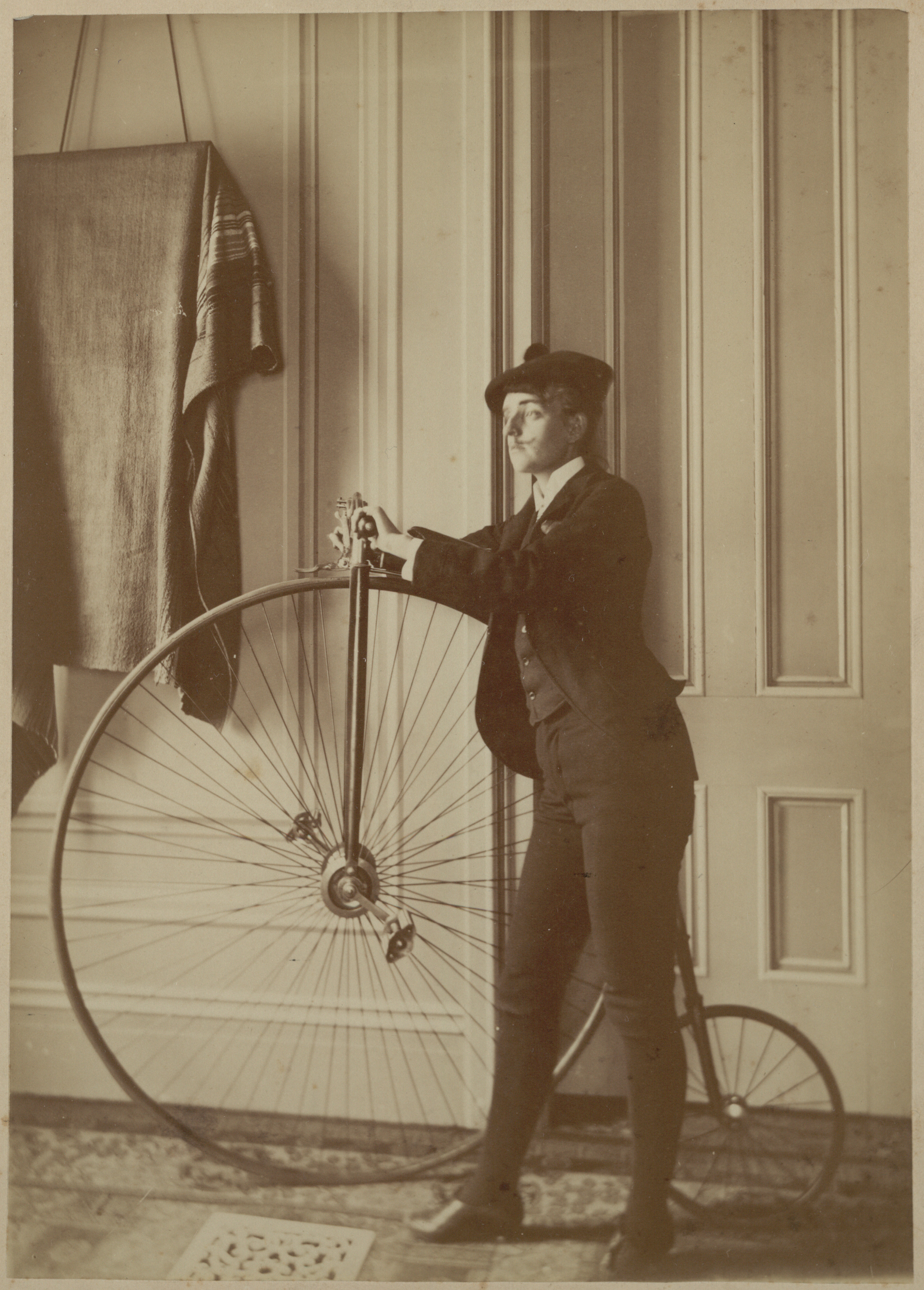
Självporträtt, klädd i manliga kläder och lösmustasch, med en cykel, cirka 1890.
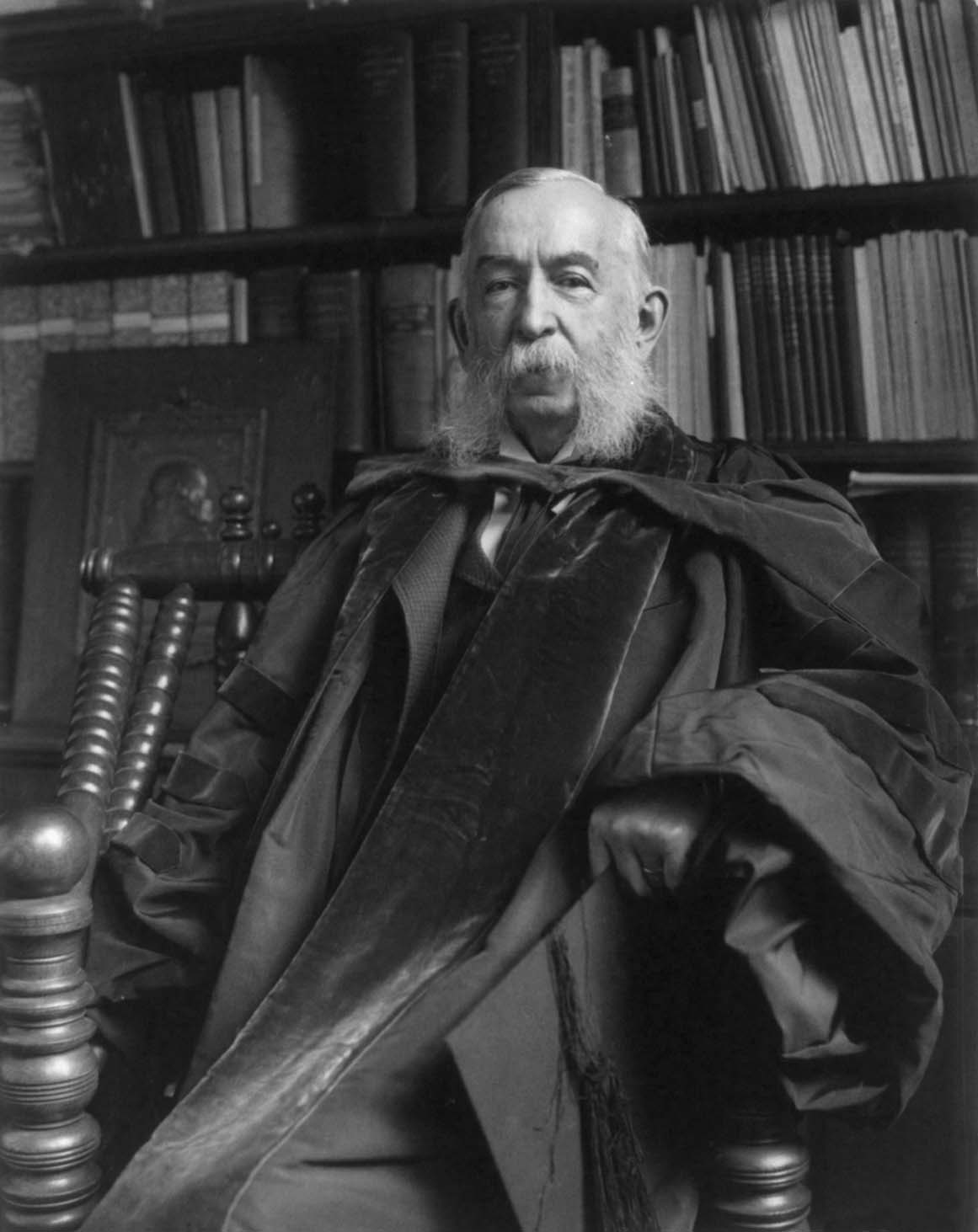
Pedagogen Daniel Coit Gilman, cirka 1890.